# Armenia en los Juegos Olímpicos de la Juventud 2014
Armenia participa en los II Juegos Olímpicos de la Juventud en la ciudad de Nankín, China. La delegación de Armenia está compuesta por 14 deportistas que compiten en 8 deportes.

## Participantes
| Disciplina         | Hombres | Mujeres | Total |
| Boxeo              | 1       | 1       | 2     |
| Gimnasia artística | 1       | 0       | 1     |
| Halterofilia       | 2       | 1       | 3     |
| Judo               | 1       | 0       | 1     |
| Lucha              | 3       | 0       | 3     |
| Natación           | 1       | 0       | 1     |
| Salto              | 1       | 0       | 1     |
| Tiro               | 2       | 0       | 2     |
| Total              | 12      | 2       | 14    |

## Halterofilia
| Atleta            | Evento           | Arrancada | Arrancada | Dos tiempos | Dos tiempos | Total | Lugar |
| Atleta            | Evento           | Resultado | Lugar     | Resultado   | Lugar       | Total | Lugar |
| ----------------- | ---------------- | --------- | --------- | ----------- | ----------- | ----- | ----- |
| Hakob Mkrtchyan   | Masculino 77 kg  |           |           |             |             |       |       |
| Simon Martirosyan | Masculino +85 kg |           |           |             |             |       |       |
| Sona Poghosyan    | Femenino 63 kg   |           |           |             |             |       |       |

## Natación
Masculino
| Atleta           | Evento             | Preliminar | Preliminar | Semifinal | Semifinal | Final     | Final     |
| Atleta           | Evento             | Tiempo     | Posición   | Tiempo    | Posición  | Tiempo    | Posición  |
| ---------------- | ------------------ | ---------- | ---------- | --------- | --------- | --------- | --------- |
| Vahan Mkhitaryan | 50 metros libre    | 23,62      | 6.°        | No avanzó | No avanzó | No avanzó | No avanzó |
| Vahan Mkhitaryan | 100 metros libre   |            |            |           |           |           |           |
| Vahan Mkhitaryan | 50 metros mariposa | 26,40      | 4.°        | No avanzó | No avanzó | No avanzó | No avanzó |